# Politica di bilancio
In economia la politica di bilancio è un'azione di politica economica messa in atto a livello statale dal governo sul proprio bilancio pubblico tesa ad influenzare la situazione macroeconomica generale del paese  oppure tenere sotto controllo i propri conti pubblici. Comprende ogni misura adottata dallo Stato in materia di finanza pubblica attraverso la cosiddetta manovra o legge finanziaria, la quale definisce o pianifica i consumi pubblici, gli investimenti pubblici e le imposte attraverso variazioni della spesa pubblica e del prelievo fiscale (politica fiscale);  misure, queste, che vanno conseguentemente ad impattare in vari possibili modi sul bilancio dello Stato cioè sul divario tra entrate ed uscite pubbliche (saldo primario).

## Descrizione
La politica di bilancio può essere di tipo espansiva o restrittiva a seconda che si voglia stimolare la crescita economica oppure riequilibrare i propri conti pubblici (politiche di rigore o risanamento).
Quella di tipo espansiva mira ad ottenere una crescita del reddito, della produzione e dell'occupazione, attraverso l'aumento della spesa pubblica e la diminuzione delle imposte. Questo tipo di misure generalmente favorisce l'aumento del reddito nazionale e del PIL, incentivando i consumi. Principale conseguenza di una manovra economica di tipo espansiva è l'aumento del debito pubblico, cui si è spesso costretti a ricorrere per coprire il deficit pubblico generato dall'aumento delle spese.
Al contrario, una politica di bilancio di tipo restrittiva comporta una riduzione delle spese pubbliche e/o un aumento delle entrate. Viene attuata con l'obbiettivo di raggiungere il riequilibrio dei conti pubblici con l'estero, il risanamento dei conti pubblici stessi, la stabilità monetaria e il contenimento dell'inflazione. Conseguenze di questo tipo di provvedimento sono la riduzione del reddito, della produzione e dell'occupazione. Proprio la diminuzione del reddito provoca la diminuzione dell'entrate fiscali, e quindi lo Stato è costretto a inasprire la pressione fiscale con un aumento delle aliquote delle imposte (austerità).
Un terzo tipo di intervento in politica di bilancio è quello del cosiddetto pareggio di bilancio, una situazione che evita formazione di deficit pubblico e stimola la crescita economica secondo quanto espresso dal teorema del bilancio in pareggio.